# Südlicher Bliesgau/Auf der Lohe
Das Naturschutzgebiet Südlicher Bliesgau/Auf der Lohe liegt auf dem Gebiet der Stadt Blieskastel und der Gemeinde Mandelbachtal im Saarpfalz-Kreis im Saarland.
Das Gebiet erstreckt sich südlich von Ballweiler (Ortsteil von Blieskastel) und nordöstlich von Habkirchen (Ortsteil von Mandelbachtal). Westlich und durch den südlichen Teil des Gebietes verläuft die B 423. Östlich und durch den südlichen Teil verläuft die Landesstraße L 105. Östlich, südlich und südwestlich fließt die Blies. Am südöstlichen Rand verläuft die Staatsgrenze zu Frankreich. Westlich erstreckt sich das 197 ha große Naturschutzgebiet Muschelkalkhänge bei Bebelsheim und Wittersheim, östlich – auf der gegenüberliegenden Seite der Blies – erstreckt sich das 124 ha große Naturschutzgebiet Zwischen Bliesdalheim und Herbitzheim.

## Bedeutung
Das rund 1575 ha große Gebiet wurde mit Verordnung vom 26. März 2004 unter der Kenn-Nummer NSG-108 unter Naturschutz gestellt. Es umfasst Hangflächen und Höhenzüge westlich der Blies.